# Re di Anfo

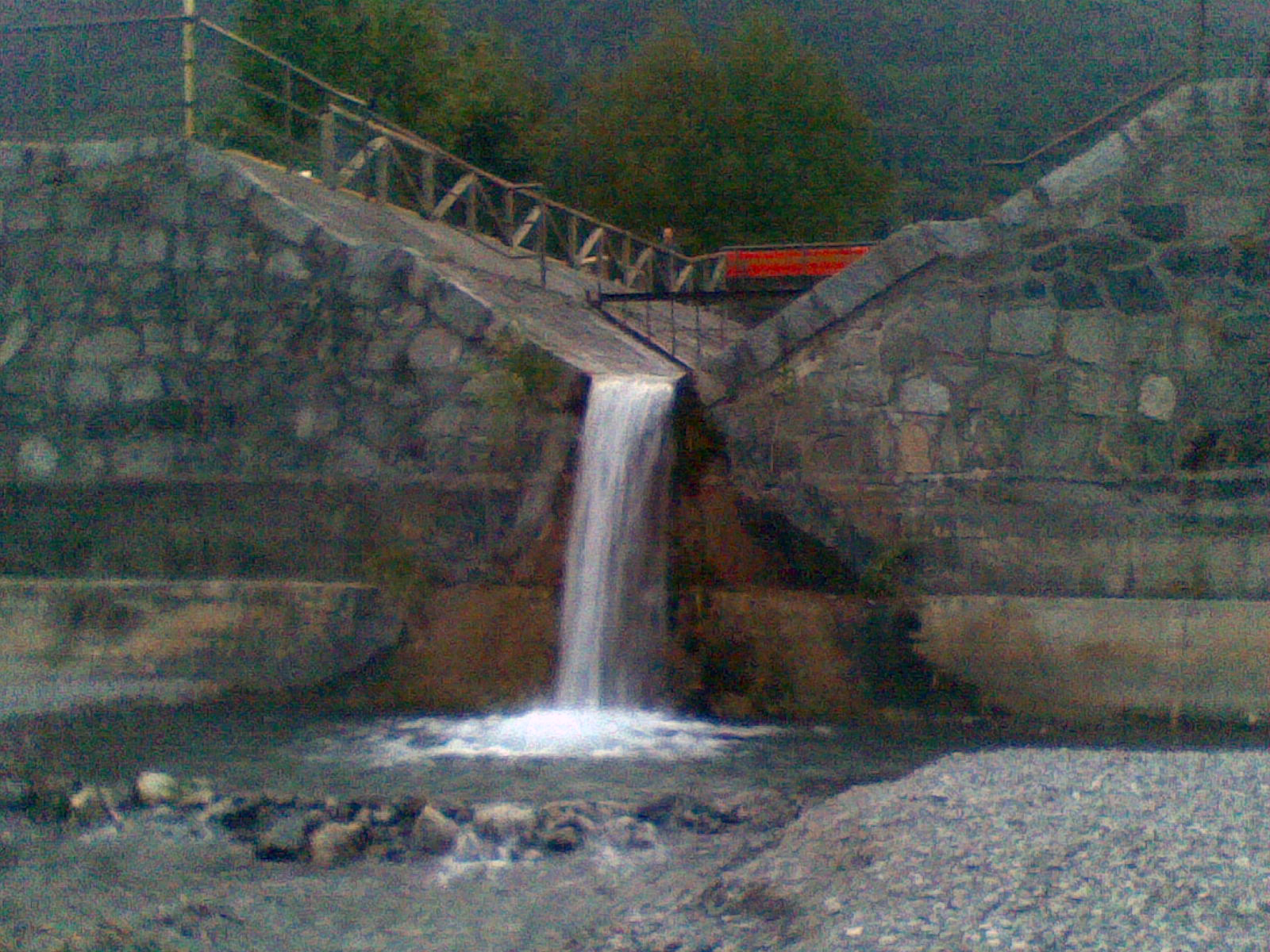
Cascata in prossimità dell'immissione nel Lago d'Idro

Il Re di Anfo è un torrente della provincia di Brescia. Nasce dalla Cima Meghè e si immette da destra nel lago d'Idro ad Anfo, in Val Sabbia. La sua lunghezza è di 6 km. È interamente compreso nel comune di Anfo.

## Sport
Lungo il corso del torrente viene praticato il canyoning.